# Ludewa
Ludewa è una circoscrizione mista (mixed ward) della Tanzania situata nel distretto di Ludewa, regione di Njombe. Conta una popolazione di 10 115 abitanti (censimento 2012).